# Johanna-Leontina Aspeslagh
Johanna-Leontina Aspeslagh (Blankenberge, 18 gennaio 1952) è un'ex cestista belga.

## Carriera
Con il Belgio ha disputato i Campionati europei del 1970.